# Giải thưởng Thể thao Thế giới Laureus cho Đội tuyển của năm
Giải thưởng Thể thao Thế giới Laureus cho Đội tuyển của năm là một hạng mục của Giải thưởng Thể thao Thế giới Laureus, được trao những đội tuyển thể thao có nhiều thành tích xuất sắc trong năm.
Vào năm 2000, câu lạc bộ Manchester United là đội thể thao đầu tiên đoạt giải thưởng này nhờ thành tích đoạt cú ăn ba ở mùa giải 1999. Đội tuyển bóng đá quốc gia Pháp, đội tuyển bóng đá quốc gia Ý và câu lạc bộ bóng đá Bayer Munich đang là những đội tuyển nhiều lần được trao giải Laureus nhất (2 lần).
Tính đến năm 2024, bóng đá là môn thể thao có nhiều đội đoạt giải thưởng này nhất (tổng cộng 13 lần). Các đội tuyển giành chức vô địch FIFA World Cup đều giành được giải thưởng Leureus đội tuyển thể thao của năm.
Năm 2024, đội tuyển bóng đá nữ quốc gia Tây Ban Nha là đội tuyển nữ đầu tiên được trao giải thưởng Laureus. Tây Ban Nha cũng là quốc gia đầu tiên có cả đội tuyển bóng đá nam (2011) và đội tuyển bóng đá nữ (2024) từng giành được giải Laureus.  

## Danh sách những đội tuyển thể thao được đề cử và nhận giải

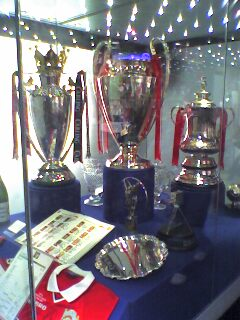
Manchester United nhận giải thưởng Laureus năm 2000 nhờ thành tích đoạt cú ăn ba trong năm 1999.

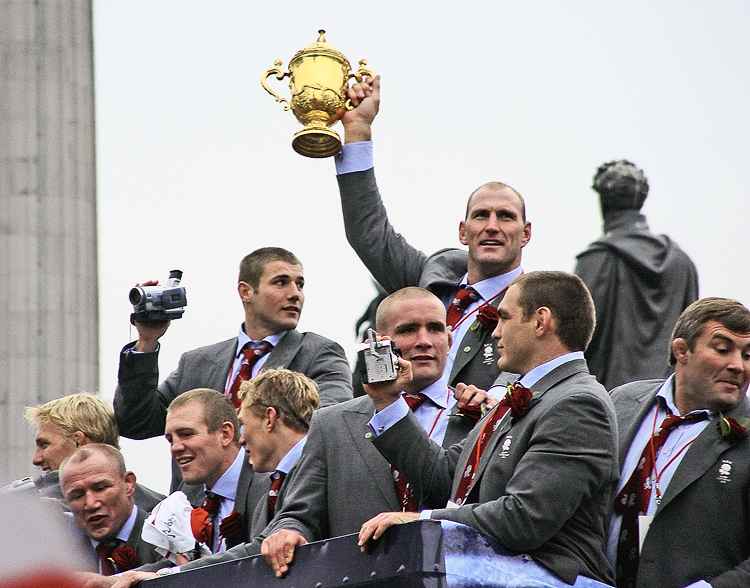
Đội Rugby Union Anh vô địch World Cup in 2003, và đoạt giải Laureus 2004.

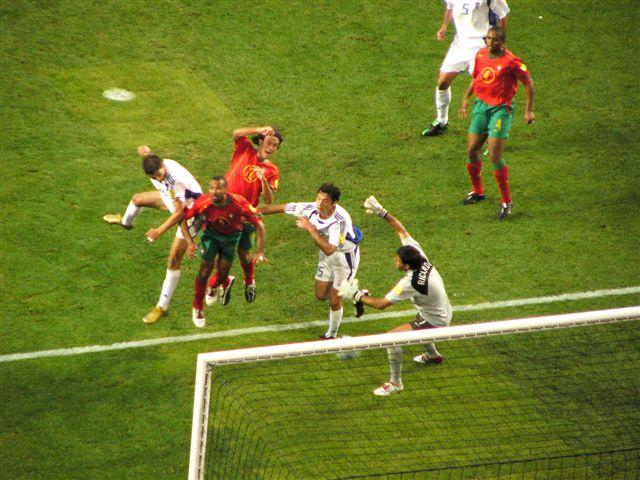
Angelos Charisteas ghi bàn quyết định mang về chức vô địch Euro 2004 cho Đội tuyển Hy Lạp, đồng thời giúp cho đội này đoạt giải Laureus 2005

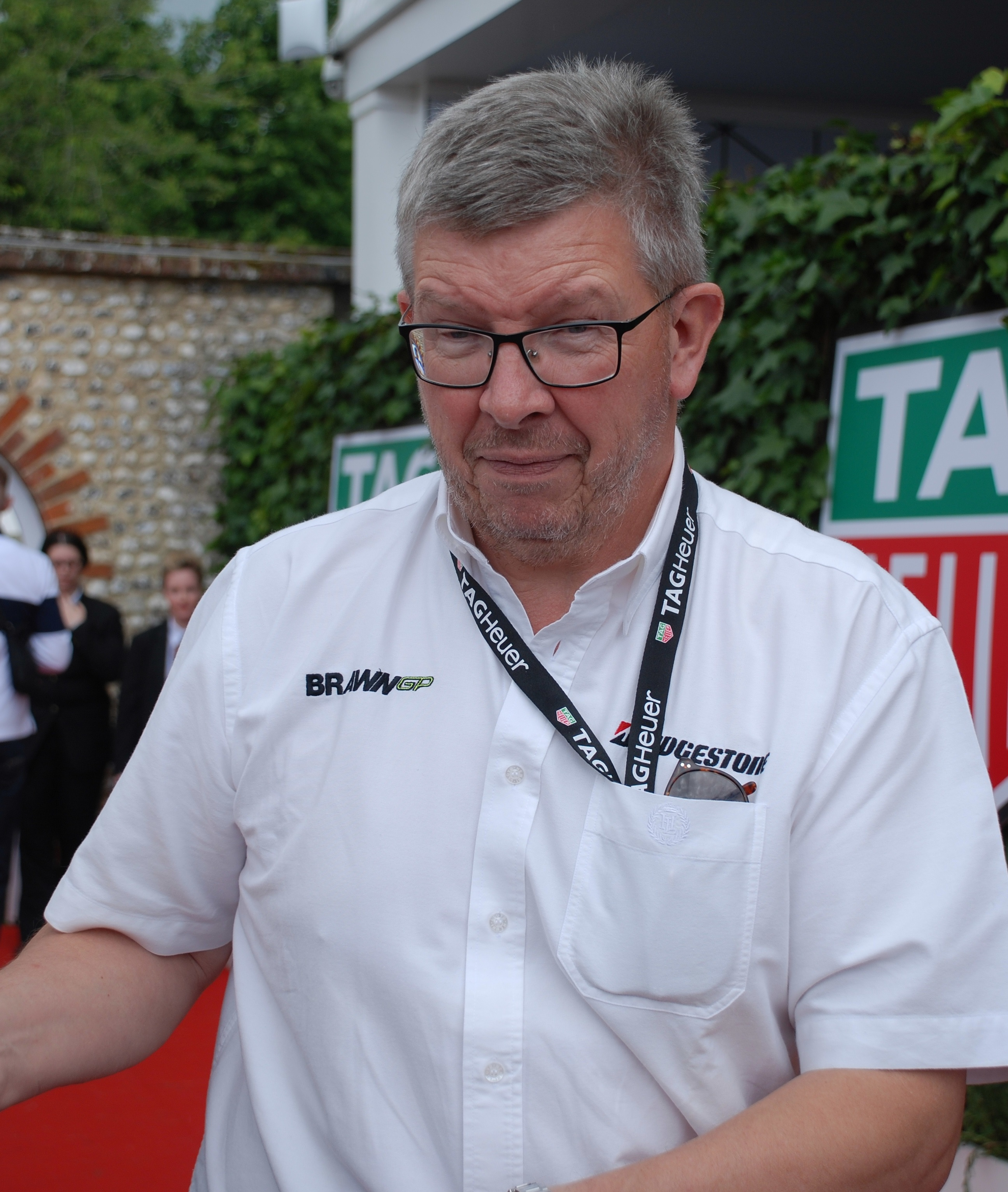
Ross Brawn-ông chủ đội đua Công thức 1 Brawn GP, đội đã đoạt giải Laureus 2010.

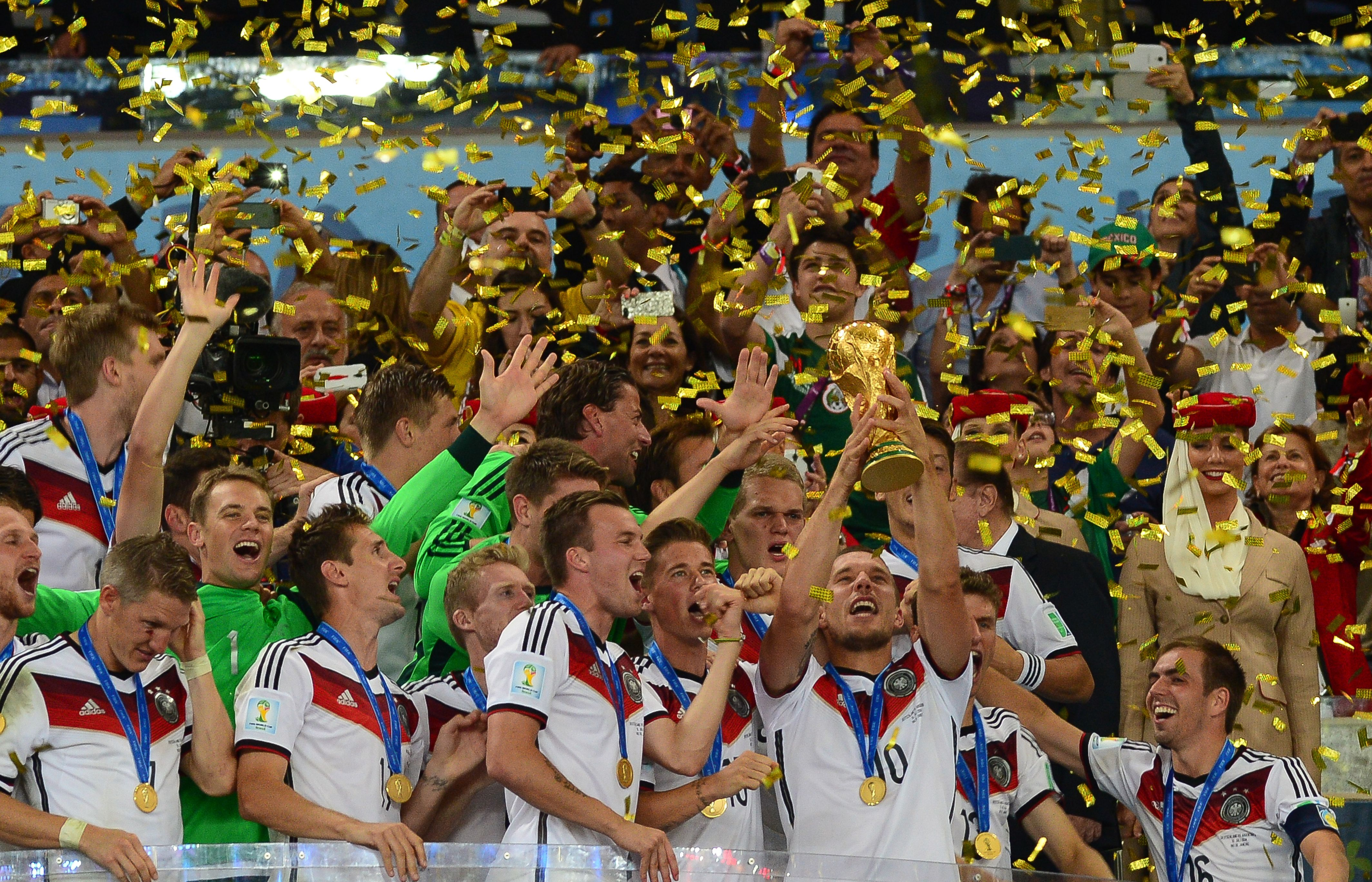
Đội tuyển Đức vô địch FIFA World Cup 2014 và giành giải Laureus 2015

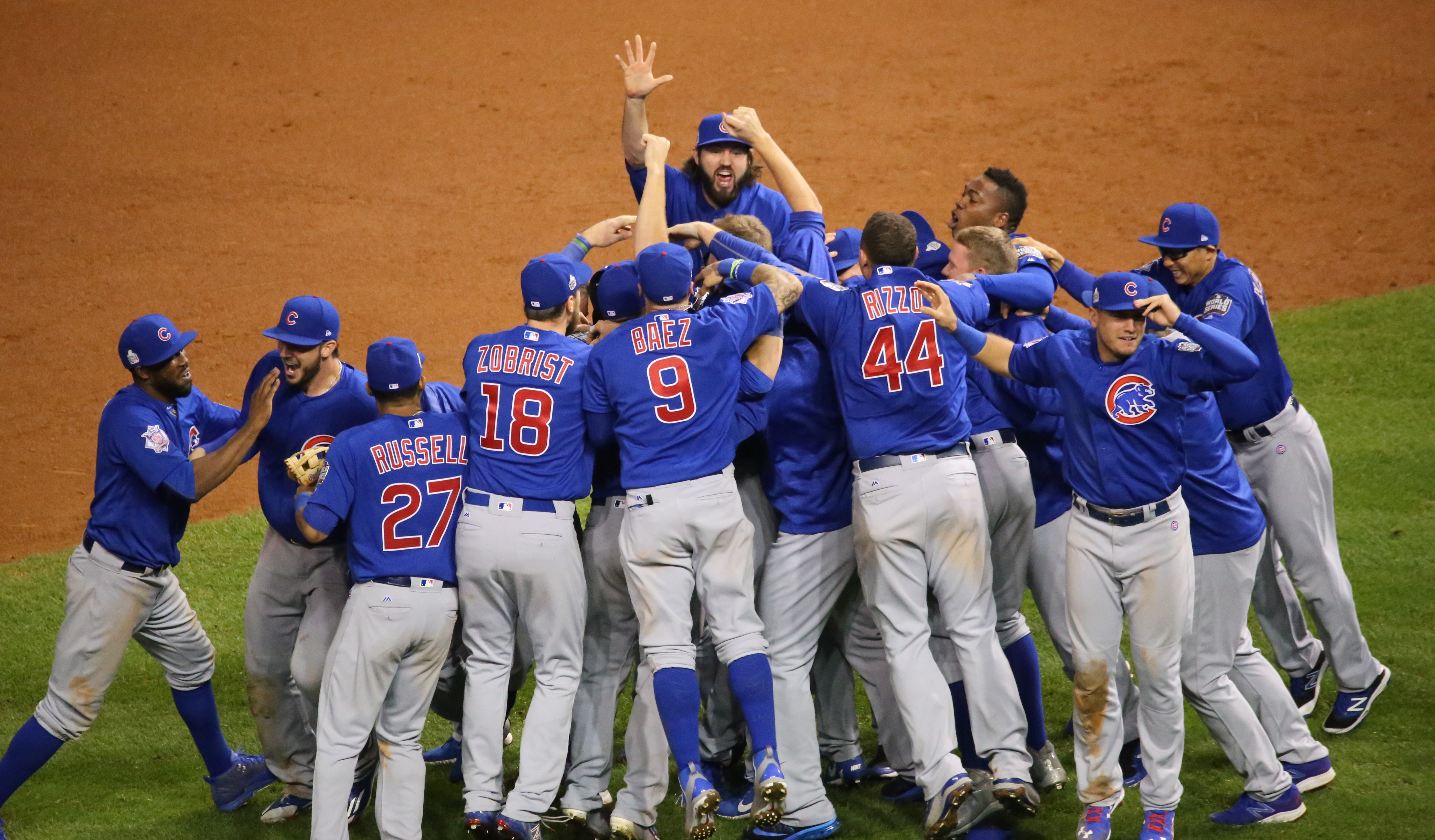
Đội Chicago Cubs ăn mừng chức vô địch 2016 World Series – Sau đó họ nhận giải Laureus 2017.

| Năm  | Đoạt giải                                  | Quốc gia | Môn thể thao                 | Thành tích | Đề cử | Chú thích     |
| ---- | ------------------------------------------ | -------- | ---------------------------- | --- | --- | ------------- |
| 2000 | Manchester United                          | GBR      | Bóng đá                      | Giành cú ăn ba (UEFA Champions League, FA Premier League, FA Cup)                                                             | Đội tuyển Rugby Union quốc gia Úc ( AUS) – rugby union · Đội tuyển bóng đá nữ quốc gia Mỹ ( USA) – Bóng đá | [ 10 ] [ 11 ] |
| 2001 | Đội tuyển bóng đá quốc gia Pháp            | FRA      | Bóng đá                      | Vô địch UEFA Euro 2000 | Đội tuyển cricket quốc gia Úc ( AUS) – Cricket · Đội tuyển bóng đá Olympics Cameroon ( CMR) – Bóng đá · New York Yankees ( USA) – Bóng chày · Real Madrid ( ESP) – Bóng đá                                                                               | [ 12 ] [ 13 ] |
| 2002 | Đội tuyển cricket quốc gia Úc              | AUS      | Cricket                      | Kéo dài chuỗi chiến thắng Test lên con số16                                                                                   | Bayern Munich ( GER) – Bóng đá · Đội tuyển quần vợt David Cup Pháp ( FRA) – Quần vợt · Scuderia Ferrari ( ITA) – Công thức 1 · Los Angeles Lakers ( USA) – Bóng chày                                                                                     | [ 14 ] [ 15 ] |
| 2003 | Đội tuyển bóng đá quốc gia Brasil          | BRA      | Bóng đá                      | Vô địch 2002 FIFA World Cup                                                                                                   | Đội tuyển hockey trên băng Canada ( CAN) – Hockey trên băng · Đội tuyển Ryder Cup Châu Âu ( Europe) – Golf · Scuderia Ferrari ( ITA) – Công thức 1 · Real Madrid ( ESP) – Bóng đá                                                                        | [ 16 ] [ 17 ] |
| 2004 | Đội tuyển Rugby Union quốc gia Anh         | ENG      | Rugby union                  | Vô địch 2003 Rugby World Cup                                                                                                  | AC Milan ( ITA) – Bóng đá · Alinghi America's Cup Team ( SUI) – Đua thuyền buồn · Đội tuyển cricket quốc gia Úc ( AUS) – Cricket · Scuderia Ferrari ( ITA) – Công thức 1 · Đội tuyển bóng đá nữ quốc gia Đức ( GER) – Bóng đá                            | [ 6 ] [ 18 ]  |
| 2005 | Đội tuyển bóng đá quốc gia Hy Lạp          | GRE      | Bóng đá                      | Vô địch UEFA Euro 2004 | Đội tuyểnn bóng rổ Olympic Argentina ( ARG) – Bóng rổ · Boston Red Sox ( USA) – Bóng chày · Đội tuyển Ryder Cup Châu Âu ( Europe) – Golf · FC Porto ( POR) – Bóng đá · Scuderia Ferrari ( ITA) – Công thức 1                                             | [ 7 ] [ 19 ]  |
| 2006 | Đội đua Công thức 1 Renault                | FRA      | Công thức 1                  | Vô địch 2005 FIA Formula One World Constructor's Championship                                                                 | FC Barcelona ( ESP) – Bóng đá · Đội tuyển Davids Cup Croatia ( CRO) – Quần vợt · Liverpool F.C. ( GBR) – Bóng đá · Đội tuyển Rugby Union quốc gia New Zealand ( NZL) – Rugby union · San Antonio Spurs ( USA) – Bóng rổ                                  | [ 20 ] [ 21 ] |
| 2007 | Đội tuyển bóng đá quốc gia Ý               | ITA      | Bóng đá                      | Vô địch 2006 FIFA World Cup                                                                                                   | Đội tuyển Rugby Union quốc gia New Zealand ( NZL) – Rugby union · FC Barcelona ( ESP) – Bóng đá · Đội tuyển Ryder Cup Châu Âu ( Europe) – Golf · Renault Formula One Team ( FRA) – Công thức 1 · Đội tuyển bóng rổ quốc gia Tây Ban Nha ( ESP) – Bóng rổ | [ 22 ] [ 23 ] |
| 2008 | Đội tuyển Rugby Union quốc gia Nam Phi     | RSA      | Rugby union                  | Vô địch 2007 Rugby World Cup                                                                                                  | Đội tuyển Cricket quốc gia Úc ( AUS) – Cricket · Scuderia Ferrari ( ITA) – Công thức 1 · Đội tuyển bóng đá nữ quốc gia Đức ( GER) – Bóng đá · Đội tuyển bóng đá quốc gia Iraq ( IRQ) – Bóng đá · AC Milan ( ITA) – Bóng đá                               | [ 24 ] [ 25 ] |
| 2009 | Đoàn thể thao Olympic Trung Quốc           | CHN      | Đoàn thể thao Olympic mùa hè | Giành ngôi đầu bảng tổng sắp Thế vận hội Bắc kinh 2008 với 51 HCV                                                             | Boston Celtics ( USA) – Bóng rổ · Đội tuyển xe đạp Olympic Anh ( GBR) – Đua xe đạp · Đội tuyển điền kinh Olympic Jamaica ( JAM) – Điền kinh · Manchester United ( GBR) – Bóng đá · Đội tuyển bóng đá quốc gia Tây Ban Nha ( ESP) – Bóng đá               | [ 26 ] [ 27 ] |
| 2010 | Đội đua Công thức 1 Brawn GP               | GBR      | Công thức 1                  | Vô địch 2009 FIA Formula One World Constructors' Championship                                                                 | FC Barcelona ( ESP) – Bóng đá · New York Yankees ( USA) – Bóng chày · Đội tuyển bóng đá nữ quốc gia Đức ( GER) – Bóng đá · Los Angeles Lakers ( USA) – Bóng rổ · Đội tuyển Rugby Union quốc gia Nam Phi ( RSA) – Rugby union                             | [ 8 ] [ 28 ]  |
| 2011 | Đội tuyển bóng đá quốc gia Tây Ban Nha     | ESP      | Bóng đá                      | Vô địch 2010 FIFA World Cup                                                                                                   | Inter Milan ( ITA) – Bóng đá · Đội tuyển Rugby Union quốc gia New Zealand ( NZL) – Rugby union · Đội tuyển Ryder Cup Châu Âu ( Europe) – Golf · Los Angeles Lakers ( USA) – Bóng rổ · Đội đua Công thức 1 Red Bull Racing ( AUT) – Công thức 1           | [ 29 ] [ 30 ] |
| 2012 | FC Barcelona                               | ESP      | Bóng đá                      | Giành cú ăn năm (La Liga, UEFA Champions League, Siêu cúp Tây ban Nha, Siêu cúp Châu Âu, và 2011 FIFA Club World Cup)         | Đội tuyển Rugby Union quốc gia New Zealand ( NZL) – Rugby union · Đội tuyển Cricket Anh ( ENG) – Cricket · Đội tuyển bóng đá nữ quốc gia Nhật Bản ( JPN) – Bóng đá · Dallas Mavericks ( USA) – Bóng rổ · Đội đua Red Bull Racing ( AUT) – Công thức 1    | [ 11 ] [ 31 ] |
| 2013 | Đội tuyển Ryder Cup Châu Âu                | Europe   | Golf                         | Vô địch 2012 Ryder Cup | Đội tuyển bóng bàn Olympics Trung Quốc ( CHN) – Bóng bàn · Miami Heat ( USA) – Bóng rổ · Đội đua Red Bull Racing ( AUT) – Công thức 1 · Đội tuyển bóng đá quốc gia Tây Ban Nha ( ESP) – Bóng đá · Đội tuyển bóng rổ Mỹ ( USA) – Bóng rổ                  | [ 32 ] [ 33 ] |
| 2014 | Bayern Munich                              | GER      | Bóng đá                      | Đoạt cú ăn ba (UEFA Champions League, Bundesliga, German Cup)                                                                 | Đội tuyển Rugby Union quốc gia New Zealand ( NZL) – rugby union · Đội tuyển bóng đá quốc gia Brasil ( BRA) – Bóng đá · Anh em Bob Bryan và Mike Bryan ( USA) – Quần vợt · Miami Heat ( USA) – Bóng rổ · Đội đua Red Bull Racing ( AUT) – Công thức 1     | [ 34 ] [ 35 ] |
| 2015 | Đội tuyển bóng đá quốc gia Đức             | GER      | Bóng đá                      | Vô địch 2014 FIFA World Cup                                                                                                   | Đội tuyển Ryder Cup Châu Âu ( Europe) – Golf · Real Madrid ( ESP) – Bóng đá · Đội tuyển Davids Cup Thụy Sĩ ( SUI) – Quần vợt · San Antonio Spurs ( USA) – Bóng rổ · Đội đua Mercedes AMG Petronas ( GER) – Công thức 1                                   | [ 36 ] [ 37 ] |
| 2016 | Đội tuyển Rugby Union quốc gia New Zealand | NZL      | Rugby union                  | Vô địch 2015 Rugby World Cup                                                                                                  | FC Barcelona ( ESP) – Bóng đá · Golden State Warriors ( USA) – Bóng rổ · Đội tuyển Davids Cup Anh ( GBR) – Quần vợt · Đội đua Mercedes AMG Petronas ( GER) – Công thức 1 · Đội bóng đá nữ quốc gia Mỹ ( USA) – Bóng đá                                   | [ 38 ] [ 39 ] |
| 2017 | Chicago Cubs                               | USA      | Bóng chày                    | Vô địch 2016 World Series | Cleveland Cavaliers ( USA) – Bóng rổ · Đội đua Mercedes AMG Petronas ( GER) – Công thức 1 · Đội tuyển bóng đá quốc gia Bồ Đào Nha ( POR) – Bóng đá · Đội tuyển bóng đá Olympic Brasil ( BRA) – Bóng đá · Real Madrid ( ESP) – Bóng đá                    | [ 9 ] [ 40 ]  |
| 2018 | Đội đua Mercedes Formula One Team          | GER      | Công thức 1                  | Vô địch 2017 FIA Formula One World Championship                                                                               | Đội tuyển Davids Cup Pháp ( FRA) – Quần vợt · Golden State Warriors ( USA) – Bóng rổ · Đội đua thuyền America Cup New Zealand ( NZL) – Đua thuyền · New England Patriots ( USA) –Bóng bầu dục Mỹ · Real Madrid ( ESP) – Bóng đá                          | [ 41 ]        |
| 2019 | Đội tuyển bóng đá quốc gia Pháp            | FRA      | Bóng đá                      | Vô địch 2018 FIFA World Cup                                                                                                   | Đội đua Mercedes Formula One Team ( GER) – Công thức 1 · Real Madrid ( ESP) – Bóng đá · Đoàn thể thao Olympic Mùa đông Na Uy ( NOR) – Olympic mùa đông · Golden State Warriors ( USA) – Bóng rổ · Đội tuyển Ryder Cup Châu Âu ( Europe) – Golf           | [ 42 ] [ 43 ] |
| 2020 | Đội tuyển Rugby Union quốc gia Nam Phi     | RSA      | Rugby union                  | Vô địch 2019 Rugby World Cup và 2019 Rugby Championship                                                                       | Liverpool F.C. ( GBR) – Bóng đá · Đội đua Mercedes Formula One Team ( GER) – Công thức 1 · Đội tuyển bóng rổ quốc gia Tây Ban Nha ( ESP) – Bóng rổ · Toronto Raptors ( CAN) – Bóng rổ · Đội tuyển bóng đá nữ quốc gia Mỹ ( USA) – Bóng đá                | [ 44 ] [ 45 ] |
| 2021 | Bayern Munich                              | GER      | Bóng đá                      | Giành cú ăn sáu (UEFA Champions League, Bundesliga, German Cup), German Supercup, UEFA Super Cup, và 2020 FIFA Club World Cup | Đội tuyển Rugby Union quốc gia Argentina ( ARG) – Rugby union · Kansas City Chiefs ( USA) – Bóng bầu dục Mỹ · Liverpool F.C. ( GBR) – Bóng đá · Los Angeles Lakers ( USA) – Bóng rổ · Đội đua Mercedes Formula One Team ( GER) – Công thức 1             | [ 3 ]         |
| 2022 | Đội tuyển bóng đá quốc gia Ý               | ITA      | Bóng đá                      | Vô địch UEFA Euro 2020 | Đội tuyển bóng đá quốc gia Argentina ( ARG) – Bóng đá · Đội nữ FC Barcelona ( ESP) – Bóng đá · Đội tuyển nhảy cầu Olympic Trung Quốc ( CHN) – Nhảy cầu · Đội đua Mercedes Formula One Team ( GER) – Công thức 1 · Milwaukee Bucks ( USA) – Bóng rổ       | [ 46 ]        |